# Campionati francesi di sci alpino 2020
I Campionati francesi di sci alpino 2020 si sono svolti a Saint-Jean-d'Aulps il 28 dicembre. Il programma ha incluso gare di slalom speciale, sia maschile sia femminile. La manifestazione era originariamente in programma a Val Thorens tra il 24 marzo e il 2 aprile e prevedeva anche gare di discesa libera, supergigante, slalom gigante e combinata, sia maschili sia femminili, ma era stata annullate a causa alla pandemia di COVID-19.
Trattandosi di competizioni valide anche ai fini del punteggio FIS, vi hanno potuto partecipare anche sciatori di altre federazioni, senza che questo consentisse loro di concorrere al titolo nazionale francese. 

## Risultati

### Uomini

#### Discesa libera
La gara, originariamente in programma il 2 aprile a Val Thorens, è stata annullata.

#### Supergigante
La gara, originariamente in programma il 29 marzo a Val Thorens, è stata annullata.

#### Slalom gigante
La gara, originariamente in programma il 30 marzo a Val Thorens, è stata annullata.

#### Slalom speciale
| Pos. | Atleta           | Nazione  | Tempo   |
| ---- | ---------------- | -------- | ------- |
| 1    | Steven Amiez     | Francia  | 1:35,00 |
| 2    | Jérémie Lagier   | Francia  | 1:35,74 |
| 3    | Théo Lopez       | Francia  | 1:35,78 |
| 4    | Thomas Schmitt   | Francia  | 1:35,92 |
| 5    | Simon Piolaine   | Francia  | 1:36,01 |
| 6    | Léo Monnier      | Svizzera | 1:36,02 |
| 7    | Hugo Salerno     | Francia  | 1:36,03 |
| 8    | Hugo Desgrippes  | Francia  | 1:36,06 |
| 9    | Elliott Piccard  | Francia  | 1:36,15 |
| 10   | Diego Orecchioni | Francia  | 1:36,16 |

Data: 28 dicembre

#### Combinata
La gara, originariamente in programma il 29 marzo a Val Thorens, è stata annullata.

### Donne

#### Discesa libera
La gara, originariamente in programma il 25 marzo a Val Thorens, è stata annullata.

#### Supergigante
La gara, originariamente in programma il 27 marzo a Val Thorens, è stata annullata.

#### Slalom gigante
La gara, originariamente in programma il 29 marzo a Val Thorens, è stata annullata.

#### Slalom speciale
| Pos. | Atleta                 | Nazione | Tempo   |
| ---- | ---------------------- | ------- | ------- |
| 1    | Marion Chevrier        | Francia | 1:46,92 |
| 2    | Chiara Pogneaux        | Francia | 1:47,46 |
| 3    | Caitlin McFarlane      | Francia | 1:47,47 |
| 4    | Clarisse Brèche        | Francia | 1:47,94 |
| 5    | Kim Vanreusel          | Belgio  | 1:48,00 |
| 6    | Cléo Chalamel          | Francia | 1:48,17 |
| 6    | Charlotte Clément      | Francia | 1:48,17 |
| 8    | Julia Socquet-Dagoreau | Francia | 1:48,22 |
| 9    | Coline Saguez          | Francia | 1:48,68 |
| 10   | Pauline Simond         | Francia | 1:48,71 |

Data: 28 dicembre

#### Combinata
La gara, originariamente in programma il 27 marzo a Val Thorens, è stata annullata.